# Warrenville
Warrenville es un lugar designado por el censo del condado de Aiken, en el estado estadounidense de Carolina del Sur. Según el censo de 2010, tiene una población de 1233 habitantes.
La comunidad se encuentra cerca de Graniteville.

## Intento de unificación con Graniteville y Vaucluse
En 2008, hubo conversaciones acerca de la posibilidad de unir los pueblos de Graniteville, Vaucluse y Warrenville. Como resultado, las villas aprobaron un referéndum para decidir si fusionarse o no. El referéndum resultó negativo por un margen de dos a uno en el mes de agosto.
El edificio de la Warrenville Elementary School fue incorporado al Registro Nacional de Lugares Históricos en 2002.